# 小池生夫
小池 生夫（こいけ いくお、1932年7月23日 - ）は、福島県出身の言語学博士。専門は英語教育、応用言語学（第二言語習得）。慶應義塾大学名誉教授、明海大学名誉教授。瑞宝中綬章受章者。

## 来歴

### 出生から1960年代
1932年福島県福島市松木町に生まれる。北海道伊達中学校，新潟県村松高等学校を経て，東京教育大学（現筑波大学）に入学。卒業後，教諭として同大学付属駒場高校，石神井高等学校に勤務。1961年井草高等学校に転任と同時に、国際基督教大学大学院に入学，その後，日比谷高等学校勤務を経て，1967年に慶應義塾大学経済学部専任講師となる。翌年，財団法人 日本英語検定協会　英語教育研究所所長に就任，さらにその翌年1969年には，慶應義塾大学経済学部助教授となる。また同年にJACET研究企画員会を立ち上げ代表幹事に就任。

### 渡米
1972年米国・ジョージタウン大学（ＧＵ）に日本語中国語科講師として勤務しながら，同大大学院博士課程（応用言語学士専攻）に入学，1980年同大学大学院言語学研究科応用言語学博士課程修了。

### 帰国後
1981年慶應義塾大学経済学部教授に就任，また同年，公益財団法人 日本英語検定協会理事に就任する。

### 1990年代～現在
1991年には英国・ケンブリッジ大学応用言語学研究所にVisiting Professorとして渡英。1996年以降は, 慶應義塾大学名誉教授、JACET特別顧問, 明海大学名誉教授に就任し, 2023年 小池生夫自叙伝「この道をひたすらに―英語教育改革の道―」 朝日出版社 を出版する。

## その他の委員、理事等就任歴
- JACET（一般社団法人 大学英語教育学会）

1970年に評議員となり1978年に理事就任，1984年にはAILA国際理事会に日本代表として出席，JACETの加盟が承認され，梶木隆一第３代会長のもとで副会長に就任する。その後，1991年に第４代会長， 2001年特別顧問を経て，2012年名誉会長となり現在に至る。
- ELEC（一般財団法人 英語教育協議会）

1988年評議員となり，1996年理事を経て，2010年から2014年まで第７代理事長を務める。
- AILA（International Association of Applied Linguistics）

1984年AILA国際理事会に日本代表として出席し，JACETがAILA加盟。1987年副会長に就任，その後，1999年第12回世界大会（東京）組織委員会委員長を務め，2017年にはアジアで初めて名誉会員となり表彰を受ける。

## 著作物

### 著書
“Second Language Acquisition of Grammatical Structures and Relevant Verbal Strategies.” Georgetown University Graduate School 12/1980
“Acquisition of Grammatical Structures and Relevant Verbal Strategies in a Second Language.” 大修館書店 1983年2月
『心くばりの英語：効果的コミュニケーションの方法』 朝日イブニングニュース社  1984年2月 ASIN B000J789NO

### 共（編）著書
- 『現代英語教育講座 英語教育と課外指導』第10巻 共著 研究社 1966年10月 ASIN B000JB47R2
- 『外国語としての英語のHearing能力形成要因の実証的研究（１）』 共著 昭和52-53年度文部省科学研究費補助金特定研究「言語」報告（慶応義塾大学） 1978年3月[2]
- “The Teaching of English in Japan.” 共編著 英潮社 1978年11月[3]
- 『外国語としての英語のHearing能力形成要因の実証的研究（２）』 共著 科学研究費補助金研究成果報告書（慶応義塾大学） 1979年3月
- 『学校英語の展望：現代の英語教育』Vol.4 共著 研究社 1979年3月  ISBN 4327255041
- 『外国語としての英語のHearing能力形成要因の実証的研究（３）』 共著 科学研究費補助金研究成果報告書（慶応義塾大学） 1980年12月
- 『英語教育の新しい展開』 共著 開拓社 1981年10月 ASIN B000J7SYP2
- 『新英語学辞典』 共著 研究社出版 1982年11月 ISBN 4767431654
- 『大学英語教育に関する実態と将来像の総合的研究（１）―教員の立場』 共著 科学研究費補助金（総合研究A）研究成果報告書（慶応義塾大学） 1983年3月 国立国会図書館書誌ID:000007051174
- 『大学英語教育に関する実態と将来像の総合的研究（２）―学生の立場』 共著 科学研究費補助金（総合研究A）研究成果報告書（慶応義塾大学） 1985年3月[4]
- 『バイリンガル・バイカルチュラル教育の現状と課題：在外・帰国子女教育を中心として』 共編著 東京学芸大学海外子女教育センター 1985年8月 国立国会図書館書誌ID:000001795657
- 『チョムスキー小事典』 共編著 大修館書店 1986年4月 ISBN 9784469042443
- 『チャレンジ英和・和英辞典』 共著 福武書店 1986年9月 ISBN 4828871888
- 『実践・英語教育大系』第２巻 共著 開隆堂出版 1986年10月 ISBN 9784469142327
- 『早期教育・中学校・高等学校の英語教育における実態と将来像の総合的研究：海外子女教育を含む』 共著 科学研究費補助金（総合研究A）研究成果報告書（慶応義塾大学） 1988年3月
- 『職業人から見た英語教育に関する実態と将来像の総合的研究』 共著 慶應義塾大学 1988年3月
- 『プロシード英和辞典』 共著 福武書店 1988年9月 ISBN 4828803971
- 『大学は変わる』 共著 国際書院 1989年8月 ISBN 4906319076
- 『わが国の英語教育に関する実態と将来像の総合的研究』 共著 科学研究費補助金（総合研究A）研究成果報告書（慶応義塾大学） 1990年3月
- 『応用言語学の研究』 共編著 リーベル出版 1990年9月 ISBN 4947602236
- 『児童英語指導法ハンドブック：Q＆A形式による』 共著 杏文堂 1990年9月 ISBN 4905737117
- 『国際教育事典』 共編著 アルク 1991年1月 ISBN 487234054X
- “BBC English Dictionary.” Harper-Collins Pub. 6 /1992 ISBN 0003705544
- 『大学設置基準改正に伴う外国語（英語）教育改善のための手引き：JACET ハンドブック』 共著 大学英語教育学会（JACET） 1992年7月
- 『英語科教育実践講座』全17巻 共編著 ニチブン 1992年12月 ASIN B08P8HSLTL
- 『21世紀に向けての英語教育‐全国実態調査を踏まえて‐』（『英語教育』別冊4 Vol.42, No.4 doi:10.50875/asianenglishstudies.1.0_19） 共著 大修館書店 1993年6月
- 『小学校からの外国語教育』 共著 研究社出版 1995年1月 ISBN 4327410500
- 『オックスフォード現代英英辞典 第５版 使用の手引』 開拓社 1995年7月 ISBN 4758910057
- 『コミュニケーション能力の育成を阻害する問題点を克服するための指導法の開発にむけて』 共著 言語教育振興財団英語小委員会 2000年7月
- “Routledge Encyclopedia of Language Teaching and Routledge.” 共著 Routledge Publishers. 3/2001 ISBN 9781138709805
- 『ことばの認知科学事典』 共著 大修館書店 2001年7月 ISBN 9784469012699
- 『チャレンジ和英辞典 改訂第４版』 共著 ベネッセコーポレーション 2002年1月 ISBN 4828804528
- 『応用言語学事典』 共編著 研究社 2003年4月 ISBN 9784767430201
- 『どうなる小学校英語：「必修化」のゆくえ』 共著 アルク 2004年5月 ISBN 4757408013
- 『第二言語習得研究の現在：これからの外国語教育への視点』 共著 大修館書店 2004年12月 ISBN 9784469244991
- 『日英語の比較：発想・背景・文化：奥津文夫教授古希記念論集』 共著 三修社 2005年4月 ISBN 4384053053
- 『チャレンジ英和・和英辞典 改訂第５版』 共著 ベネッセコーポレーション 2008年1月 ISBN 4828804811
- 『第二言語習得研究を基盤とする小 中 高 大の連携をはかる英語教育の先導的基礎研究』 共著 科学研究費補助金（基盤研究A）研究成果報告書（明海大学） 2008年3月
- 『企業が求める英語力』 監修 朝日出版社 2010年3月 ISBN 4255005184
- 『Challenge 中学英和・和英辞典』（『チャレンジ英和・和英辞典』改称） 共著 ベネッセコーポレーション 2012年1月 ISBN 4828871888

### 訳書
『ロングマン / アレクサンダー英文法（Longman English Grammar Lui G. Alexander: Longman. 1988)』 監訳 丸善 1993年3月 ISBN 4621037730